# Bravo Otto
Il Bravo Otto è un premio istituito in Germania nel 1957 ed assegnato annualmente a personaggi del mondo dello spettacolo (e, per un periodo, anche dello sport) dai lettori della rivista giovanile tedesca Bravo.

## Descrizione
Il premio, che inizialmente veniva assegnato solo agli attori, riguarda attualmente le seguenti categorie: attore, attrice, cantante femminile e cantante maschile, star televisiva femminile e star televisiva maschile, interpreti di Hip-Hop nazionali e internazionali, gruppo musicale pop, gruppo musicale rock, Comedy-Star e Shooting Star.. Per ogni categoria - tranne che per quest'ultima - vengono assegnati tre premi: un "Bravo Otto d'oro", un "Bravo Otto d'argento" e un "Bravo Otto di bronzo".

Vengono inoltre assegnati un "Bravo d'onore" (Ehren-Otto) e un "Bravo di platino" alla carriera. Dal 1972 al 1993 sono stati assegnati dei "Bravo Otto" anche ai migliori sportivi (oltre che per il biennio 1992 - 1993 anche ai campioni di Wrestling), dal 1986 al 1993 alle band hard rock e saltuariamente anche ai conduttori televisivi e ai film tedeschi.
I primi ad essere premiati con il "Bravo Otto" furono gli attori Maria Schell (oro), Gina Lollobrigida (argento), Romy Schneider (bronzo), James Dean (oro), Horst Buchholz (argento) e Burt Lancaster (bronzo).

Tra gli artisti che sono stati sinora premiati con il "Bravo Otto" (argento, oro o bronzo), figurano inoltre, tra gli altri: Ariana Grande, Ava Max, Elvis Presley, Sophia Loren, Tony Curtis, Connie Francis, i Bee Gees, i Beatles, gli ABBA, Roger Moore, John Travolta, Olivia Newton-John, i Deep Purple, Bud Spencer, Terence Hill, Michael Douglas, Michael Jackson, Richard Chamberlain, Uschi Glas, i Modern Talking, Madonna, Sylvester Stallone, Kevin Costner, Tom Cruise, Patrick Duffy, Heinz Drache, Mark Spitz, Franz Beckenbauer, Gerd Müller, Kevin Keegan, Björn Borg, Ulrike Meyfarth, Hansi Müller, Karl-Heinz Rummenigge, Andre Agassi, Boris Becker, Steffi Graf, Franziska van Almsick, Nena, Bernd Clüver, Helga Anders (1967, 1968 e 1969), i Guns N' Roses, gli Scorpions, gli Europe, i Bon Jovi, Arnold Schwarzenegger, Julia Roberts, Sharon Stone, David Hasselhoff, Britney Spears, i Backstreet Boys, Robbie Williams, Kylie Minogue, Sabrina Salerno, Den Harrow, Alyssa Milano, Victoria Principal, Sarah Michelle Gellar, Jessica Alba, Mariah Carey, Avril Lavigne, Christina Aguilera, Shakira, i Westlife, le No Angels, i Natural, Beyoncé, Heath Ledger, Zac Efron, Vanessa Hudgens, Alexander Klaws, Daniel Küblböck, Marcus & Martinus ecc.
Il conferimento dei premi viene trasmesso dall'emittente televisiva RTL.